# هيرب بريمر
هيرب بريمر (بالإنجليزية: Herb Bremer)‏ هو لاعب كرة قاعدة أمريكي، ولد في 25 أكتوبر 1913 في شيكاغو في الولايات المتحدة، وتوفي في 28 نوفمبر 1979 في كولومبوس في الولايات المتحدة.

## وصلات خارجية
- هيرب بريمر على موقعبيزبول رفرنس.كوم (الدوري الرئيسي) (الإنجليزية)
- هيرب بريمر على موقعبيزبول رفرنس.كوم (الدوري الثانوي) (الإنجليزية)